# روبي برينر
روبي برينر (بالإنجليزية: Robbie Brenner)‏ هي منتجة أفلام أمريكية، ولدت في القرن العشرين.

## وصلات خارجية
- روبي برينر على موقع IMDb (الإنجليزية)
- روبي برينر على موقع ألو سيني (الفرنسية)
- روبي برينر على موقع أول موفي (الإنجليزية)
- روبي برينر على موقع قاعدة بيانات الأفلام السويدية (السويدية)
- روبي برينر على موقع قاعدة بيانات الفيلم (الإنجليزية)
- روبي برينر على موقع كينوبويسك (الروسية)